# شارب القط الأجدب
شارب القط الأجدب (الاسم العلمي:Orthosiphon depauperatum) هو نوع غير مؤكد من النباتات يتبع جنس شارب القط من الفصيلة الشفوية.